# Divača község
Divača község (szlovén nyelven Občina Divača) Szlovénia 212 alapfokú közigazgatási egységének, azaz községének egyike az Obalno-kraška statisztikai régióban. Adminisztratív központja Divača város. A község 1994. november 6-án jött létre, amikor a korábbi Sežana községet négy kisebb községre (Divača, Hrpelje-Kozina, Komen és Sežana) bontották. A község területén található a UNESCO világörökség részét képező Škocjan-barlangrendszer.   

## A községhez tartozó települések
A községhez Divača székhelyen kívül a következő települések tartoznak:
- Barka
- Betanja
- Brežec pri Divači
- Dane pri Divači
- Dolenja Vas
- Dolnje Ležeče
- Dolnje Vreme
- Famlje
- Gabrče
- Goriče pri Famljah
- Gornje Ležeče
- Gornje Vreme
- Gradišče pri Divači
- Kačiče-Pared
- Kozjane
- Laže
- Matavun
- Misliče
- Naklo
- Otošče
- Podgrad pri Vremah
- Potoče
- Senadole
- Senožeče
- Škocjan
- Škoflje
- Vareje
- Vatovlje
- Vremski Britof
- Zavrhek

## Népesség
| Lakosok száma | 3840 | 3857 | 3889 | 3907 | 3944 | 3931 | 3989 | 4067 | 4195 | 4255 |
|               | 2008 | 2009 | 2011 | 2012 | 2013 | 2015 | 2016 | 2017 | 2019 | 2020 |